# Gustav Smetana
Gustav Smetana (23. srpna 1907 Jakubov u Moravských Budějovic – 28. března 1953 Věznice Pankrác) byl český truhlář a protikomunistický odbojář odsouzený v politickém procesu komunistickým režimem k trestu smrti a v roce 1953 popraven.

## Životopis
Narodil se v roce 1907 v Jakubově u Moravských Budějovic. V mládí se vyučil truhlářem. Se svou ženou měl nejméně jednoho syna, Františka.

### Po únoru 1948
Po únorovém převratu v roce 1948 se zapojil do protikomunistického odboje, přičemž od roku 1949 vedl vlastní odbojovou skupinu. Spolupracoval přitom s Eduardem Kadrnkou, který v roce 1949 uprchl do zahraničí a posléze se vrátil zpět do Československa či s Jaroslavem Melkusem. Skupina byla ovšem brzy poté infiltrována agentem Státní bezpečnosti Františkem Marečkem.

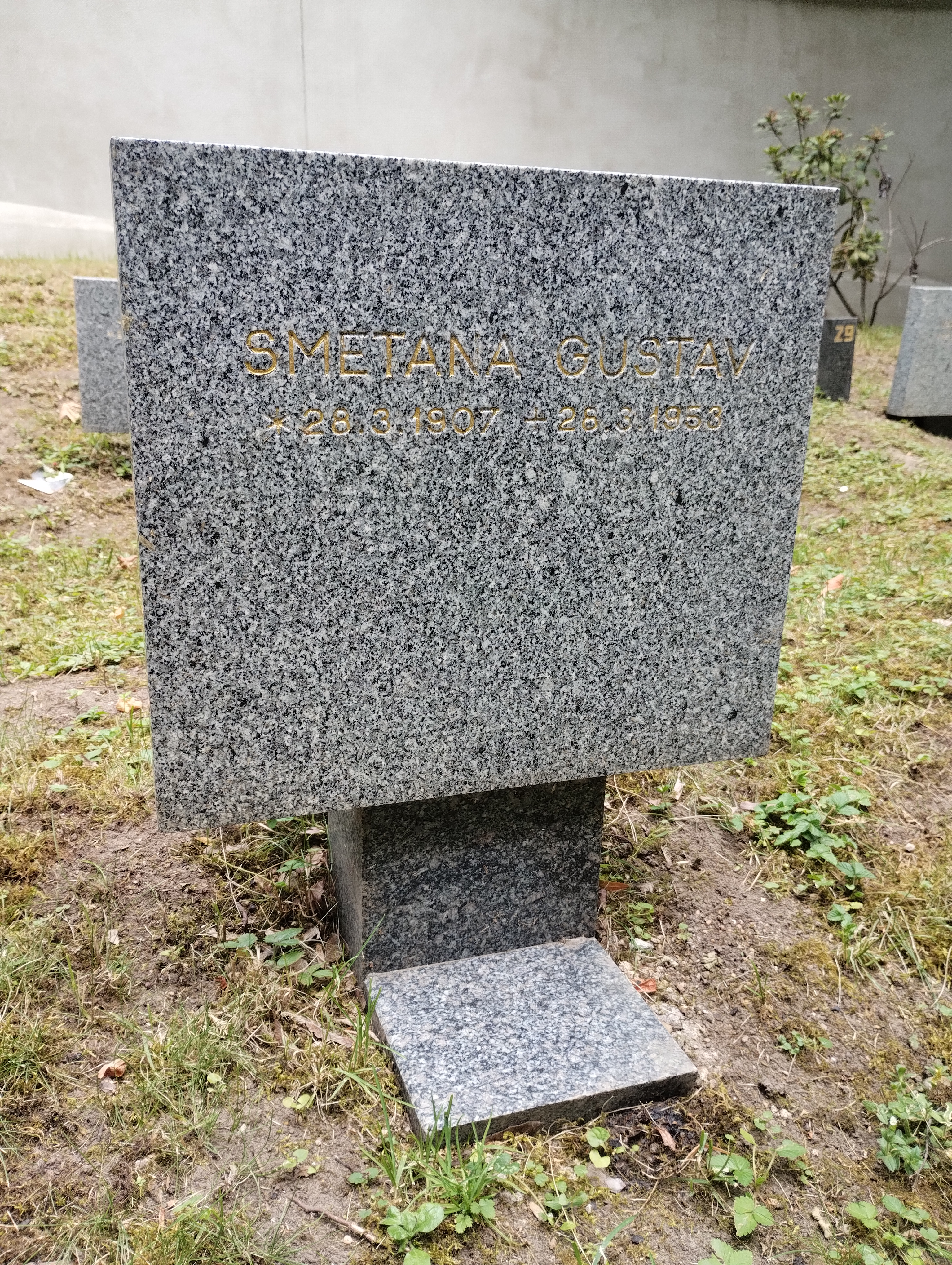
Symbolický náhrobek Gustava Smetany na Čestném pohřebišti v Ďáblicích

Smetana tak byl zatčen v dubnu 1951. Ve vazbě byl poté brutálně mučen. Za trestný čin velezrady byl v politickém procesu konaném v květnu 1952 v kinosále v Moravských Budějovicích, uměle navázaném na případ Babice, odsouzen k trestu smrti. Popraven byl v březnu 1953. Rodina o popravě vůbec nebyla informována a úmrtní list byl vystaven až o pět let později. Pohřben je ve společném hrobě na Ďáblickém hřbitově.